# Mikołaj Kajzer
Mikołaj Kajzer (ur. 1751 w Bambergu, zm. 10 kwietnia 1829 w Warszawie) – miniaturzysta i nauczyciel rysunku.

## Życiorys
Urodził się w 1751 w Bambergu. Nauki uniwersyteckie pobierał w Monachium. Za panowania króla Stanisława Augusta, w młodym wieku przybył do Warszawy. Był uznany za biegłego i zdolnego geodetę i został mianowany rządowym geometrą. Trudnił się również nauczaniem rysunku, wśród jego uczniów był m.in. Mikołaj Rouget. W początkowych latach XIX wieku w swoim domu na ulicy Nowy Świat prowadził szkołę dla młodzieży.
Malował miniatury oraz obrazy akwarelą. Wśród jego prac powszechnym uznaniem cieszyły się: „Pałac Łazienkowski”, „Posąg na moście Jana III” oraz „Arkadya”.
Zmarł jako wdowiec 10 kwietnia 1829 w Warszawie i pochowany został na cmentarzu powązkowskim.